# Industrias Stark
Industrias Stark, más tarde también conocida como Stark Internacional, Innovaciones Stark, Stark/Fujikawa, Empresas Stark y Resistencia Stark, es una compañía ficticia que aparece en cómics estadounidenses publicados por Marvel Comics. La compañía está representada por el empresarioAnthony Edward "Tony" Stark, también conocido como Iron Man. Apareció por primera vez en Tales of Suspense # 40 (abril de 1962)y fue fundado por el padre de Tony, Howard Stark. Según Forbes, las 25 compañías de ficción más grandes tenía unas ventas estimadas de $ 20.3 mil millones, clasificándolo en el número 16.
En Marvel Cinematic Universe, Industrias Stark tiene un logo similar al de los contratistas de defensa Lockheed Martin y Northrop Grumman y figura en la Bolsa de Nueva York como SIA. Durante la escena de la conferencia de prensa, Stark es visto entrando a un edificio que se asemeja a la entrada de las instalaciones de Skunk Works de Lockheed Martin. Un aeroplano extremadamente similar al Lockheed YF-22 quedó como una estatua en frente de las instalaciones de Industrias Stark, exactamente como los prototipos que se exhiben en las instalaciones Skunk Works en Palmdale, California.

## Historial de publicaciones
Industrias Stark apareció por primera vez en Tales of Suspense #40 (abril de 1963), creado por Robert Bernstein, Stan Lee y Jack Kirby.

## Biografía
Industrias Stark fue fundada por Isaac Stark Sr en el siglo XIX y más tarde dirigida por Howard Stark y luego por su hijo Tony, después de su muerte. Con los años, a través de la quiebra, la "muerte" de Tony, el regreso de Tony y adquisiciones hostiles, la empresa ha pasado por muchos cambios de nombres, incluyendo Stark Internacional (más tarde Stane Internacional), Empresas Stark, Stark/Fujikawa y Soluciones Stark.

### Industrias Stark
Industrias Stark es principalmente una empresa de defensa que desarrolla y fabrica armas avanzadas y tecnologías militares. La compañía fabrica la armadura usada por Iron Man y War Machine. Construye los helitransportes utilizados por S.H.I.E.L.D., y produce los Quinjets utilizados por los Vengadores.

#### Personal
- Tony Stark (Iron Man) - Multimillonario y CEO de Industrias Stark
- Obadiah Stane - Oficial ejecutivo (fallecido)
- Happy Hogan[11] - Frente de seguridad
- Pepper Potts[11]- CEO
- Dr. Gray Armond[12] - Jefe de Diseño
- Harmon Furmintz - Miembro de la división bioquímica de Industrias Stark.[13] Trabajó para Genetech y nació alrededor de 1918. Fue un niño prodigio y fue reclutado como candidato para el Proyecto Súper Soldado, pero fue rechazado por tener hemofilia. Intentó obtener el poder de Terrax, pero su cuerpo y su mente fueron destruidos por Shafear y reformados en duplicados de los suyos.[14]
- Jacob Fury (Escorpio)[15] - exinvestigador científico.
- Sally McIntyre[16]
- Eddie March- Antigua parte de la Legión de Hierro.
- Kevin O'Bryan
- Ralph Roberts
- Anton Vanko (Crimson Dynamo)[17] - Excientífico jefe y desarrollador jefe (fallecido)
- Arwyn Zurrow[18] - Jefe de las instalaciones de Miami.

#### Sucursales
- Proyecto: Caribe (personal desconocido)[19] Industrias Stark hizo un esfuerzo para iniciar una planta en Haití, sin embargo, fue destruido por Night Phantom.

### Stark International
Originalmente, Industrias Stark, el nombre cambió cuando la compañía dejó de fabricar municiones, y Tony le entregó el puesto de CEO a Pepper Potts. Finalmente, la compañía fue adquirida por Obadiah Stane después de una adquisición hostil y le cambió el nombre a Stane International.

#### Personal
- Tony Stark - Líder original
- James Rupert Rhodes - Piloto, luego CEO interino
- Bambi Arbogast - Un asistente ejecutivo.[20]
- Yvette Avril[21] - trabajó para la sucursal francesa de Stark International y fue llevada a los EE. UU. Para convertirse en vicepresidenta de las instalaciones de Long Island. Intentó sin éxito salvar la compañía cuando Tony Stark tomó una gran cantidad de alcohol y renunció después de que Obadiah Stane se hizo cargo de él.
- Bethany Cabe[6]-
- Dianne Carruthers[7]-
- Morley Erwin[22] - Posee Circuitos Maximus, así como también trabaja Stark International. Es el hermano de Clitemnestra Erwin. También ayudó a Jim Rhodes a aprender a usar la armadura Iron Man, ayudó a formar Circuits Maximus, asesinado cuando Obadiah Stane hizo bombardear a los Circuits Maximus.[23]
- Abe Klein - Director de Ingeniería.[24] El viejo profesor de ingeniería eléctrica de Tony Stark. Muerto por Mordecai Midas.[25]
- Scott Lang (Ant-Man)[26]
- Kristine "Krissy" Longfellow - Secretaria.[27] Ella se presentó como la secretaria de Tony Stark para estar cerca de él sin involucrarlo con un criminal.
- Harold Marks (Techno-Killer) - Un técnico de investigación.[28] Se fue a trabajar para el autor James Spencer; construyó una armadura para ganar respeto y venganza por la falta de apreciación percibida.
- Vincent "Vic" Martinelli - Un guardia de seguridad.[29]Fue un exsoldado y arquitecto que trabajó para Williams Innovations antes de trabajar en Stark International. Permaneció con Obadiah Stane después de su adquisición hostil debido a la dificultad para encontrar un nuevo trabajo.
- Artemus "Artie" Pithins - Director de Relaciones Públicas.[30] Actualmente es secretario de prensa de la Casa Blanca. Salga de Stark International después de que Obadiah Stane se hizo cargo.
- Erica Sondheim - Directora Médica.[31]
- Carl Walker -
- Cherry Wood - Una científica.[29]Estudió los brazos de Adamantium del Doctor Octopus y salió con Stark. Fue tomada como rehén por el Doctor Octopus.

### Stane International
Después de llevar a Tony Stark de vuelta al alcoholismo, Obadiah Stane le arrebató el control de Stark International a James Rhodes después de una toma de posesión hostil y cambió el nombre de la compañía como él mismo. Stane renovó la fabricación de municiones. Sin embargo, después de que Stane fue asesinado, la compañía fue dirigida por un misterioso cartel que finalmente fue comprado y reabsorbido por Stark Enterprises.

#### Personal
- Obadiah Stane[6] - CEO de Stane International.
- Joel Arons[32] - participó en un proyecto que secuestró a Myron MacLain. Robó el escudo proto-adamantium del Capitán América.
- Joseph "Joe" Faulkner - Director General.[33]
- Dr. Edward "Edwin" Earl Hawkins:[34] diseñó la Unidad de Adquisición de Masas. Ayudó a Giant Man (Bill Foster) a luchar contra el doctor Nemesis.
- Karaguchi Inoyawa:[35] buscó reconstruir el Ronin Rojo con fines pacíficos.
- Joseph "Joe" Kilman[35]- Después de ser despedido por razones desconocidas, buscó venganza al tratar de tomar el control de Red Ronin.
- Vic Martinelli[5]
- Michael Craig Stockton (Dr. Nemesis)[36] - Se buscó obligar al Dr. Hawkins a crear una ojiva de adquisición masiva.

### Stark Enterprises
Después de recuperar su fortuna personal luego de la muerte de Obadiah Stane, Tony estableció una nueva compañía, Stark Enterprises, en Los Ángeles.

#### Personal
- Tony Stark[7]- CEO y fundador / Presidente emérito
- James Rhodes: ex director general (cuando Stark estaba en animación suspendida después de su primera "muerte"; renunció al renacimiento de Stark); expiloto.
- Rothvichet Poch:[37] exabogado, vicepresidente y director general. Alvarez defendió a Tony Stark en el juicio de Kathy Dare.
- Bambi Arbogast[7]
- Veronica Benning / Victoria Michelle[38] - Fisioterapeuta de Tony Stark.
- Bethany Cabe[39] - Jefe de seguridad y ex guardaespaldas de Tony Stark.
- Diane Carruthers[7]
- Lee Clayton[40]
- Ed Deal[41] - Trabajó en el proyecto VLS-2980.
- Phillip Grant[42] - pirata informático.
- Chester "Chet" Harrigan[40]- Ex chofer de Tony Stark.
- Bert Hindel[43] - exabogado de Stark Enterprises. Fue despedido después de que no pudo aclarar las demandas civiles del Gobierno presentadas durante la historia de Armor Wars. También defendió sin éxito a Kathy Dare.
- Happy Hogan[7]
- Heuristally Operativo Matrix-Emulation Rostrum (HOMER)[44] - Computadora casi inteligente de Tony Stark.
- Sarah Jennings[45] - Cuentas y Marketing
- Kylie Normandy[40]
- Dr. Cal Oakley[46] - exempleado de Cordco. Oakley ayudó a reconstruir el sistema nervioso de Tony Stark después de que Kathy Dare le disparara.
- Marcia Jessica "Marcy" Pearson:[7] exdirectora de relaciones públicas y luego vicepresidenta. Rhodes la despidió cuando le molestó que lo nombraran el sucesor de Stark como CEO.
- Garrison Quint[47] - Jefe de seguridad.
- James Simpson[48] - Guardia de seguridad. Permitió que Edgar Elliot saboteara el cohete experimental de Tony Stark.
- Dra. Erica Fredrika Sondheim[46] - Directora médica y ex cirujana.
- Wayne Unnier[40]
- Nick Walcek[40]
- Atha Williams[43]
- Roderick Withers[49] - Director de Relaciones Públicas.
- Abraham Paul "Abe" Zimmer[43]- Director de investigación y exmiembro de la junta directiva de Acutech. Fue asesinado por Calico.[50]

#### Sucursales
- Accutech[43]- Compañía de investigación y desarrollo, con sede en California, que fue comprada como una subsidiaria.[43] La compañía produjo y diseñó un generador de partículas beta que fue saboteado por el Fantasma. Los miembros conocidos del personal incluyen a Gilbert O'Connor y Abe Zimmer.
- Barstow Electronics[51] Subsidiaria de Stark Enterprises con sede en California. Emplea a Carl Walker después de la falsa muerte de Force.
- Cordco:[46] comprado por Stark Enterprises para obligar al Dr. Cal Oakley a implantar un biochip en la columna vertebral de Tony Stark después de que Kathy Dare le disparara. Los miembros conocidos del personal son Addison Drexel, Edwin Cord, el Dr. Cal Oakley y Basil Sandhurst.
- Stane International:[52] Stark lo adquirió de parte de Justin Hammer, quien era dueño de si, luego de la muerte de Obidiah Stane. La compañía reprodujo la armadura original de la Guardia de Stark para su uso en la Bóveda. Gran parte de las operaciones de Stane involucraron prácticas comerciales de mala reputación, lo que llevó a Stark a iniciar un importante esfuerzo de limpieza después de volver a adquirir la compañía.[53]
- Hot Cup Coffee - Creado por Stark con el seudónimo de "The Boss".

### Stark/Fujikawa
Creado por una fusión de Stark Enterprises y Fujikawa Industries tras la aparente muerte de Iron Man / Anthony Stark.

#### Personal
- Kenjiro Fujikawa - CEO[54] - fundador de Fujikawa Industries, padre de Rumiko.
- Yu Kurin
- Tobi Kanigawa
- Rumiko Fujikawa[54]- Hija de Kenjiro. Ella era una hábil empresaria. Jugó el papel de fiestera para molestar a sus padres. Fue asesinada por un impostor de Iron Man llamado Clarence Ward.[55]
- Morgan Stark[10]- Primo de Tony Stark. Se convirtió en Director General de Stark-Fujikawa después de la "muerte" de Tony.

#### Sucursales
- Industrias Fujikawa:[56] la versión anterior de esta compañía ayudó a formar Stark-Fujikawa. Una firma japonesa que se hizo cargo de Stark Enterprises tras la aparente muerte de Tony Stark. Los empleados conocidos incluyen a Tso Fwon, Yu Kurin, Tobi Kanigawa y Wilson Fisk.
- Oracle Incorporated:[57] Formada por Namor, la compañía fue vendida a Stark-Fujikawa. Anteriormente se desempeñó como la sede de Heroes for Hire. Después de la "muerte" de Tony, Bambi Arbogast secundó aquí. Entre los empleados conocidos se encuentran Caleb Alexander (quien fue asesinado), Carrie Alexander, Allison Grain, Jim Hammond (Antorcha humana), Robert Losey, Kent Maitland, Phoebe Marrs, Leon McKenzie, Namor McKenzie (ex CEO), Rihanna O'Connor, Dra. Anita Savvy, el Dr. Richard Savvy, Bambi Arbogast, Josef Went y James "Jimbob" Roberts.
- Conglomerado paralelo[58] - Subsidiaria de Oracle Inc. (lo que la convertiría en una subsidiaria de Stark-Fujikawa). Los empleados conocidos son el Capitán Holten Gamble (quien fue asesinado a bordo de un petrolero propiedad del Conglomerado Paralelo)[59] y Oliver Russell.
- Rand-Meachum: una compañía formada por Harold Meachum y Wendell Rand,[60] se convirtió en una subsidiaria de Stark-Fujikawa. Los empleados conocidos incluyen a Daniel Rand (Puño de Hierro), Wendell Rand-K'ai, Leon McKenzie, Harold Meachum, Ward Meachum, Joy Meachum, Jason Quartermaster, Peregrin Took, Martina Tereshkova y el Dr. Ilya Faro.

### Stark Solutions
La quinta empresa dirigida / propiedad de Tony Stark y fue fundada después de su regreso de otra dimensión. Fue cerrado por Tony después de que fue difamado por Tiberius Stone, quien lo estaba influenciando subliminalmente.

#### Personal
- Tony Stark - CEO[10]
- Happy Hogan[10]
- Pepper Potts[10]
- Svengoto Eriksson

### Stark Industries/International
La sexta empresa, propiedad de / dirigida por / fundada por Tony Stark y se creó después del cierre de Stark Solutions. Después de los acontecimientos de los arcos de la historia de "Las cinco pesadillas" y "Los más buscados del mundo", Stark Industries quiebra y, finalmente, cierra. También se conocía como Stark International, ambos nombres utilizados anteriormente en encarnaciones anteriores de la compañía. Su logotipo es el mismo que el logotipo de SI en la serie de películas de Iron Man.

#### Personal
- Tony Stark - CEO
- Joseph Jeremy "Joe" Arnold[61] - Uno de los jefes del Departamento de Seguridad.
- David Beaumont[61]- Uno de los jefes del Departamento de Seguridad.
- Arturos Benning[62] - Uno de los jefes del Departamento de Seguridad.
- Viernes[63]
- Happy Hogan[8]- El guardaespaldas de Tony Stark. Asesinado salvando a Stark de un intento de asesinato.[64]
- Michael "Mike" Jochum[61]- Uno de los jefes del Departamento de Seguridad.
- Kurt Kennison[61]- Uno de los jefes del Departamento de Seguridad.
- Takeshis Kobayashi[65] - Jefe de Investigación y Desarrollo.
- Archie Merchant[62] - Uno de los jefes del Departamento de Seguridad.
- Pepper Potts[8]
- Katherine Rennie[66] - Secretaria personal de Tony Stark.
- James Rupert Rhodes (Máquina de Guerra)[8]
- Jack Rutledge[67]:participó en el desarrollo de una armadura neutralizadora de radiación gamma. Más tarde, Richard Cummings lo mató por encubrir la muerte de Lisa Cummings.[68]
- Ryan Zimm[62] - Uno de los jefes del Departamento de Seguridad.
- Gallileo "Leo" Braithwaite[65]
- Jan Kolins[65]
- Svengoto Eriksson[10] - Luego del cierre de Stark Solutions, Tony Stark le dio los datos principales y luego reinventó individualmente la IA "Jarvis" y la armería del traje de Iron Man. Durante el establecimiento de Stark Industries, le dio el resultado de la investigación a Tony. Tony lo admiró y dijo que el nuevo traje es como darle a Tony un "Regente".
- Martha Johns[69]
- Geoff Douglat[70]
- Tessa Springfield
- Anna Wei
- Dr. Dave Allen
- Michael Cline - Partidario
- Marvel Horsars - Partidario

## Otras versiones

### Marvel 2099
En Marvel 2099 (una realidad futura alternativa ambientada en 2099), Stark Fujikawa es un gran poder corporativo, junto con Roxxon. Los únicos miembros del personal conocidos son Hikaru-Sama y Shudo

### Ultimate Marvel
Industrias Stark También aparece en el universo Ultimate. Además de Stark Internacional en los Cómics Ultimates.
Soluciones Stark también aparece como una compañía independiente propiedad del Dr. Gregory Stark, el hermano mayor de Tony Stark.

### MC2
En el futuro alternativo de MC2, la empresa es conocida como Industrias Globales Stark y está dirigida y manejada por Tony Stark.

### Earth Ultra-Vision
En una historia What If, la empresa es conocida como Stark Interplanetario y fueron los creadores de los Irondroides

### Amalgam
En el mundo de Amalgam, la empresa es conocida como Aeronaves Stark. Los únicos empleados conocidos son Janice Doremus, Pepper Ferris, Happy Kalmaku, Stewart Rhodes, Hal Stark.

## En otros medios

### Televisión
- Industrias Stark apareció en la serie de televisión de 1990 Iron Man. En este programa, Julia Carpenter (la segunda Spider-Woman) también es representada como jefe de Investigación y Desarrollo de Industrias Stark.
- Un edificio de Empresas Stark puede verse en X-Men: Evolution episodio "En las alas del ángel".
- Stark Internacional aparece en Iron Man: Armored Adventures. En la primera temporada, después de que Howard Stark fue secuestrado por el Mandarín en un accidente aéreo, Obadiah Stane se convierte en el CEO de Industrias Stark. En "Guerra Fría", se revela que Ventisca trabajaba para Industrias Stark hasta que un accidente causado por Obadiah Stane le dejó "deformado y destruido". En "Diseñado sólo para el caos", Roberta Rhodes le reveló a Tony que Industrias Stark solía fabricar armas hasta que Howard Stark detuvo su producción cuando Tony nació. En la segunda temporada, después de despedir a Stane del CEO de Industrias Stark al descubrir sus delitos con El Fantasma, en el episodio, "Fiesta en la oficina" Justin Hammer termina comprando Stark Internacional y hace que Tony Stark no herede la empresa cuando cumpla los 18. Después de la pelea con el Hombre de Titanio, Latigazo, Urraca Asesina, y Unicornio, Tony Stark junto con Rhodey y Pepper crearán una nueva empresa llamada Soluciones Stark para recuperar Stark Internacional en detener a Hammer y al final en "La Caída de Hammer", Howard Stark regresa y después de que Hammer (queriendo comprar la guarida de Stark y en secreto también Soluciones Stark al terminarla) fuera delatado por el Sr. Fix ante el mundo siendo un criminal y volverlo un zombi, Howard Stark recupera su compañía, Stark Internacional.
- Industrias Stark aparece en The Super Hero Squad Show.
- Industrias Stark aparece en The Avengers: Earth's Mightiest Heroes.
- La sucursal japonesa de Industrias Stark aparece en Marvel Anime: Iron Man.
- El laboratorio de Industrias Stark aparece en Ultimate Spider-Man episodio Vuelo de la araña de hierro.
- También aparece en Avengers Assemble y Hulk and the Agents of S.M.A.S.H..
- En la temporada 1 de Eureka "Una vez en una vida", Nathan Stark aparece en un edificio con el nombre Industrias Stark.
- Expo Stark aparece en un episodio titular de Marvel's Spider-Man.
- Industrias Stark aparece en las series de acción en vivo de Marvel Cinematic Universe:
  - En la serie, Agents of S.H.I.E.L.D., episodio, "Nothing Personal", se muestra a Maria Hill trabajando para Industrias Stark después de los eventos de Captain America: The Winter Soldier.
  - En WandaVision (2021), se ve un comercial de una tostadora Industrias Stark dentro de la falsa realidad de Wanda. Bajo las órdenes del director interino de S.W.O.R.D., Tyler Hayward, se envía un dron de Industrias Stark de la década de 2000 a Westview para apuntar a Wanda. Sin embargo, ella lo desactiva y se lo devuelve. Hayward usa el dron para encender y reactivar a Visión.
  - En The Falcon and the Winter Soldier (2021), un cajero de banco le pregunta a Sam Wilson si Industrias Stark brinda apoyo financiero para él y los otros Vengadores, en lo que Wilson revela que no.
  - En Hawkeye (2021), Clint Barton posee un maletín de puntas de flecha de Industrias Stark.

### Películas

#### Marvel Cinematic Universe
En el UCM, Industrias Stark está dirigida por Tony Stark y tiene una influencia significativa tanto en las películas como en las series de televisión.
- En Iron Man (2008) cuenta con la compañía, con un logo similar a los de Northrop Grumman y Lockheed Martin, y considerada como desarrollando muchos de los mismos sistemas de armas que Lockheed Martin es/era responsable de desarrollar, tales como el F-22 Raptor y F-16 Fighting Falcon. Después de que el padre de Tony, Howard murió, su amigo Obadiah Stane se convirtió en el CEO de la industria y más tarde abdicó cuando Tony tuviera la edad suficiente para dirigirla. Después de que Stark regresa de Afganistán, anuncia que está cerrando la división de armas de la compañía. Después de que Stane se enfrenta a Stark sobre el porcentaje que podrían caer las acciones de la compañía, ambos estiman aproximadamente el cuarenta por ciento. En la siguiente escena se ve a Jim Cramer en CNBC con una cinta de teletipo de NYSE en la parte inferior de la pantalla que lee a Industrias Stark a 56.50 por acción por 82.25, una caída de alrededor del 59%.
- En la película The Incredible Hulk (2008), el logo de Industrias Stark parpadea en la pantalla durante la secuencia de apertura de crédito cuando el general Thunderbolt Ross le solicita a la empresa el cañón sónico que el ejército usa contra Hulk más tarde en la película y también está en el contenedor Cyrosync que contiene el Suero del Súper Soldado.
- Industrias Stark apareció de nuevo en la película Iron Man 2 (2010).[77] En la muerte de Obadiah Stane, Virginia "Pepper" Potts se convirtió en la nueva CEO de las Industrias Stark.[78] Como promoción para la película, en el 2009 San Diego Comic Con, reclutadores de Industrias Stark repartieron tarjetas de visita con una invitación para solicitar un empleo en Industrias Stark, visitando StarkIndustriesNow.com.[79][80] Por otra parte, el 7 de mayo de 2010, en Flushing Meadows, Industrias Stark, por primera vez desde 1974, acogió la renombrada Stark Expo.[81]
- En Capitán América: el primer vengador (2011),[82] durante la Segunda Guerra Mundial, un joven Howard Stark ayuda a la Reserva Científica Estratégica en su programa de Súper Soldados y brinda asistencia clave a Steve Rogers y a la agente Peggy Carter. El logotipo de Industrias Stark se modifica para adaptarse al período de tiempo de la década de 1940.
- En The Avengers (2012), Tony Stark abre la Torre Stark en la ciudad de Nueva York. Después de la invasión Chitauri, casi todas las letras que forman la palabra "STARK" en el costado de la torre se caen, dejando solo la "A", que refleja el logotipo de los Vengadores que reemplazaría las letras más tarde.
- En Iron Man 3 (2013), Pepper vuelve a ser la directora ejecutiva de Industrias Stark y Happy Hogan es el jefe de seguridad. Happy llama a una secretaria fuera de cámara llamada Bambi en referencia a Bambi Arbogast.[83]
- En Captain America: The Winter Soldier (2014), se afirma que el equipo de vuelo alado de Sam Wilson fue diseñado por Industrias Stark,[84]así como los sistemas de propulsión de los Helicarriers rediseñados. Cuando se revela que Hydra está al mando de S.H.I.E.L.D. y los nuevos Helicarriers del Proyecto Insight comienzan a apuntar a millones, Tony Stark es uno de sus objetivos mientras está dentro de la Torre de los Vengadores. Después de que S.H.I.E.L.D. se disuelve, se ve a Maria Hill solicitando un puesto en el departamento de Recursos Humanos de Industrias Stark.
- El logo de Industrias Stark aparece en Avengers: Age of Ultron (2015), en el satélite de la compañía fuera de la atmósfera terrestre. Además, la compañía es mencionada por Wanda Maximoff y su hermano, Pietro Maximoff, quienes recuerdan que sus padres fueron asesinados por proyectiles de mortero fabricados por Industrias Stark.
- En Ant-Man: El hombre hormiga (2015), se revela que la sede de los Vengadores en el Upstate de Nueva York, es un antiguo almacén de Industrias Stark.
- En Capitán América: Civil War (2016), Stark hace una presentación en el MIT para promocionar un programa de Industrias Stark llamado "September Foundation" para financiar ideas para estudiantes talentosos y dotados. Más tarde, utiliza este programa para atraer a Peter Parker para que se una a los Vengadores.
- En Spider-Man: Homecoming (2017), se revela que el Departamento de Control de Daños es una empresa conjunta entre Industrias Stark y el gobierno de EE. UU. Para limpiar la ciudad de Nueva York después de la invasión Chitauri al final de The Avengers.
- En Spider-Man: Lejos de casa (2019), Industrias Stark le entrega un cheque al Ejército de Salvación para ayudar a las personas desplazadas por El Blip. Además, un grupo de ex empleados descontentos de Industrias Stark liderados por Quentin Beck crean un superhéroe fabricado llamado Mysterio usando drones de Industrias Stark y la propia tecnología BioAugmented Retrofitted de Beck. Aparece el satélite de la compañía.
- En Spider-Man: No Way Home (2021), Control de Daños investiga la sede de Industrias Stark, luego de que se informa que se está llevando a cabo una investigación federal sobre la tecnología robada de Industrias Stark debido al uso de drones. Además, se ve a un fabricante de Industrias Stark dentro del condominio de Hogan.
- El logotipo de una alternativa de Industrias Stark aparece en Doctor Strange en el multiverso de la locura (2022). Stephen Strange y América Chávez caen a través de un universo alternativo que contiene drones de Industrias Stark.
- Industrias Stark es mencionada en Black Panther: Wakanda Forever (2022), por Shuri quién le pregunta a Riri Williams si trabajó con la empresa para ayudarla a fabricar su armadura Ironheart.

### Videojuegos
- Una cartelera en Spider-Man en el nivel "Race to the Bugle" presenta un logotipo de Stark Solutions y el eslogan "Consultoría en el futuro". Se mostró en el edificio justo antes del edificio Daily Bugle. Un edificio de Stark Enterprise se puede ver en el nivel donde Spider-Man persigue a Venom a través de la ciudad de Nueva York.
- Industrias Stark aparece en el videojuego del Punisher. El Grupo del Sol Eterno arrasa la empresa para robar las armaduras de Iron Man.

- En el videojuego, The Incredible Hulk, se mencionó que Industrias Stark construyó las armaduras Hulkbuster.

- Un cartel de Industrias Stark es visible en la escena de apertura de Marvel vs. Capcom 3: Fate of Two Worlds cuando Iron Man está luchando con Morrigan Aensland.

- En Spider-Man Shattered Dimensions, el universo 2099 hace mención repetida de Stark-Fujikawa en las señales y en los anuncios de intercomunicación.
- En Spider-Man: Edge of Time, Stark-Fujikawa es mencionado por Walter Sloan como un competidor de Alchemax.

- En el juego Fortnite: Battle Royale, las industrias Stark es implementada en el mapa durante la Temporada 4 del Capítulo 2 la cual fue traída desde otra dimensión por Iron Man y esta reemplaza una gran parte del mapa, siendo la zona de Finca Frenesí respectivamente, este lugar el mismo Iron Man funge como Jefe de zona acompañado por sus Robots que custodian el perímetro.